# John Bostock (Fußballspieler)
John Joseph Bostock (* 15. Januar 1992 in London) ist ein englischer Fußballspieler mit Wurzeln aus Trinidad und Tobago.

## Karriere

### Verein
Bostock spielte in der Jugend von Crystal Palace. Er debütierte am 29. Oktober 2007 im Spiel gegen FC Watford in der Football League Championship, der englischen zweiten Liga, als er in der 72. Minute eingewechselt wurde und war damit mit 15 Jahren und 287 Tagen der jüngste Spieler, der jemals für Crystal Palace in einem Profispiel eingesetzt wurde. Nur eine Woche später wurde er auch der jüngste Spieler in der Startelf eines Spiels von Crystal Palace, als er im Spiel gegen Cardiff City von Beginn an auflief.
Bei seinem Wechsel zu Tottenham Hotspur gab es Unstimmigkeiten zwischen den Vereinen, so dass ein Gericht entschied, dass Tottenham eine Ablösesumme von umgerechnet knapp 800.000 Euro zu zahlen habe. Dazu können im Laufe der Jahre weitere Zahlungen bis zu einer Höhe von gut 1,6 Millionen Euro kommen. Am 6. November 2008 debütierte Bostock im Spiel gegen Dinamo Zagreb im UEFA-Pokal. Mit 16 Jahren und 295 Tagen wurde er damit zum jüngsten Spieler, der jemals für die Spurs eingesetzt wurde. Auch in den beiden K.-o.-Spielen gegen Schachtar Donezk im Februar 2009 kam er zum Einsatz.
Im November 2009 wechselte er auf Leihbasis zum drittklassigen FC Brentford in die Football League One. Bei seinem Debüt gegen den FC Millwall erzielte Bostock beide Tore beim 2:2-Unentschieden. Im August 2010 wurde er für eine Saison an den Premier-League-Absteiger Hull City verliehen. Bei seinem Debüt für Hull City in der Football League Championship erzielte er beim 2:0-Sieg gegen Swansea City einen sehenswerten Treffer, der später für die Wahl zum Goal of the Year nominiert wurde. Am 31. Dezember 2010 gab Tottenham bekannt, dass die Leihe vorzeitig beendet wird und Bostock ab sofort wieder für die Spurs spielen wird. Nachdem er bei den Spurs jedoch nur zu einem einzigen Einsatz im FA Cup gekommen war, schloss er sich zum 30. Januar 2012 dem Drittligisten Sheffield Wednesday auf Leihbasis an. Dort spielte er bis zum März, ehe Bostock nach vier Ligaspielen für Sheffield bis Saisonende an den Viertligisten Swindon Town verliehen wurde. Nach dem Aufstieg mit Swindon Town in die Football League One wurde seine Leihe bis Januar 2013 verlängert. Im Februar wechselte er schließlich ebenfalls auf Leihbasis zum kanadischen Toronto FC in die Major League Soccer, wo er bis Ende Mai sieben Spiele bestritt. Am 7. Juni 2013 wurde bekannt, dass Bostocks Vertrag bei Tottenham Hotspur aufgelöst wird. Zur Saison 2013/14 wechselte er daraufhin zu Royal Antwerpen in die belgische Zweite Division. Im Sommer 2014 schloss er sich Ligakonkurrent Oud-Heverlee Löwen an. Mit dem Team gelang ihm am Ende der Saison 2014/15 der Aufstieg. Nach dem umgehenden Abstieg 2016 verließ er den Verein zu RC Lens nach Frankreich, wo er in der Ligue 2 spielte. Im Januar 2018 wechselte Bostock zu Bursaspor in die Türkei. Bostock verließ nach einem halben Jahr die Türkei und wechselte zum FC Toulouse. Von dort kehrte erst leihweise nach England zu Nottingham Forest und später fest zu den Doncaster Rovers zurück. Seit dem 7. Dezember 2022 steht Bostock nun beim Fünftligisten Notts County unter Vertrag.

### Nationalmannschaft
Von 2006 bis 2010 absolvierte Bostock 40 Partien für diverse englische Jugendnationalmannschaften und erzielte dabei zwei Treffer. Mit dem U-17-Auswahl nahm er 2009 an der U-17-Europameisterschaft in Deutschland teil. Ein Jahr später folgte dann die Teilnahme an der U-19-EM in Frankreich.
Im März 2013 zeigte der Mittelfeldspieler zwar Interesse daran in ferner Zukunft für die Nationalmannschaft von Trinidad und Tobago aufzulaufen, doch zu einem Einsatz für das karibische Land kam es bisher nicht.